# 羅亞爾斯頓 (麻薩諸塞州)
羅亞爾斯頓（英語：Royalston）是一個位於美國麻薩諸塞州烏斯特縣的鎮。

## 人口
根據2020年美國人口普查的數據，羅亞爾斯頓的面積為110.00平方千米，當中陸地面積為108.50平方千米，而水域面積為1.50平方千米。當地共有人口1250人，而人口密度為每平方千米11人。